# Masigit
Masigit is een bestuurslaag in het regentschap Cilegon van de provincie Banten, Indonesië. Masigit telt 14.025 inwoners (volkstelling 2010).